# Bundesrückerstattungsgesetz
Das Bundesgesetz zur Regelung der rückerstattungsrechtlichen Geldverbindlichkeiten des Deutschen Reichs und gleichgestellter Rechtsträger (BRüG) ist ein Bundesgesetz im Rahmen der deutschen Wiedergutmachungspolitik nach dem Zweiten Weltkrieg. Im Vertrag zur Regelung aus Krieg und Besetzung entstandener Fragen und im Protokoll Nr. 1 zum Abkommen mit Israel hatte sich die Bundesregierung zur Vorlage einer entsprechenden bundesgesetzlichen Regelung verpflichtet.

## Entstehungsgeschichte
Rechtsvorschriften zur Rückerstattung der noch feststellbaren, in der Zeit des Nationalsozialismus  entzogenen Vermögensgegenstände (Naturalrestitution) hatten bis dahin nur die Siegermächte für die amerikanische und britische Besatzungszone im Militärregierungsgesetz Nr. 59, für die französische Besatzungszone in der Verordnung Nr. 120 vom 10. November 1947 und für Berlin (West) mit der Anordnung BK/O (49) 180 vom 26. Juli 1949 erlassen.
Diese Vorschriften wurden für das Gebiet der Bundesrepublik gemäß dem am 26. Mai 1952 in Bonn unterzeichneten Deutschlandvertrag in der in diesem Zeitpunkt geltenden Fassung deutsche Rechtsvorschriften und im BRüG vereinheitlicht (§ 11 Nr. 1a bis d BRüG).

## Inhalt

### Rückerstattungsansprüche
Das BRüG regelt rückerstattungsrechtliche Ansprüche gegen das ehemalige Land Preußen, das Unternehmen Reichsautobahnen, die ehemalige Nationalsozialistische Deutsche Arbeiterpartei (NSDAP), deren Gliederungen, deren angeschlossene Verbände und die sonstigen aufgelösten NS-Einrichtungen sowie die Reichsvereinigung der Juden in Deutschland und den Auswanderungsfonds Böhmen und Mähren (§ 1, § 2 BRüG), wenn sie sich während der NS-Herrschaft entgegen rechtsstaatlichen Grundsätzen das Eigentum der Berechtigten, die Eigentümerstellung, den Besitz oder die Verfügungsmacht verschafft oder angemaßt hatten (§ 2a BRüG).
In Verfahren über rückerstattungsrechtliche Ansprüche werden die Verpflichteten durch den Bundesfinanzminister oder von ihm zu bestimmende nachgeordnete Behörden der Bundesfinanzverwaltung vertreten (§ 9 BRüG). Das sagt jedoch nichts über das staats- und völkerrechtliche Verhältnis zwischen dem Deutschen Reich und Bundesrepublik Deutschland aus. Die Bundesrepublik Deutschland ist lediglich verpflichtet, die betreffenden Ansprüche zu erfüllen (§ 31 BRüG).
Entziehungsvorgänge, die unter das BRüG fallen, sind beispielsweise:
- die Beute der großen M-Aktionen (Möbelaktionen), bei denen die deutschen Behörden Möbel von deportierten Juden aus Frankreich, den Niederlanden, Luxemburg und Belgien abtransportiert und an ausgebombte Deutsche hauptsächlich in Nord-Westdeutschland verteilt hatten,
- jene Güter, welche Juden aus ganz Europa nach der Deportation in den Vernichtungs- und Arbeitslagern abgenommen und durch deren Verwertungsabteilungen zurück ins Reich verschickt worden waren (hierzu gehörten Kleidung, Pelze und Wertgegenstände wie Schmuck, mitgeführtes Geld, Edelsteine und herausgebrochene Goldzähne),
- alle im Laufe der Aktion Reinhardt entzogenen Gegenstände sowie Güter, die bei anderen Deportationsmaßnahmen im deutschen Einflussbereich entzogen worden waren, sowie
- Zwangsverkäufe zur Abwendung der Insolvenz nach dem sog. Judenboykott von April 1933 und Arisierungen aufgrund der Verordnung über die Anmeldung des Vermögens von Juden und der Verordnung zur Ausschaltung der Juden aus dem deutschen Wirtschaftsleben von 1938.[12]

### Zuständigkeit und Verfahren
Der Anspruchsteller musste binnen der bis zum 1. April 1959 bemessenen Ausschlussfrist einen bestimmten Anspruch vermögensrechtlicher Art geltend machen. Der entzogene Gegenstand musste individualisierbar und noch vorhanden sein, um durch körperliche Rückgabe restitutionsfähig zu sein.
Zuständig waren für Ansprüche in der ehemaligen amerikanischen und britischen Zone die „Zentralanmeldeämter“ (§ 27 BRüG), im Gebiet der ehemaligen französischen die „Restitutionskammer des zuständigen Landgerichts“ (§ 28 BRüG).
Das Militärregierungsgesetz Nr. 59 der Britischen Militärregierung sah in Art. 53 bis 55 Wiedergutmachungsämter (engl. Restitution Agency) vor, an welche das Zentralanmeldeamt die bei ihm geltend gemachten Ansprüche weiterleiten sollte (IX. Abschnitt: Anmeldeverfahren, Art. 47 ff.). Im Streitfall waren in erster Instanz die Wiedergutmachungskammern der Landgerichte zuständig (Abschnitt X. Gerichtliches Verfahren, Art. 8 ff.), der in Art.  61 vorgesehene Board of Review ging im 1955 gegründeten Obersten Rückerstattungsgericht mit Sitz in Herford auf. Daneben bestand das Oberste Rückerstattungsgericht für Berlin.
Bereits im Jahr 1953 hatte der Bundesgerichtshof entschieden, dass die Rückerstattungsgesetze der einzelnen Besatzungszonen eine Rückerstattung nach allgemeinem bürgerlichen Recht wegen Nichtigkeit oder Anfechtbarkeit der Entziehungsvorgänge ausschließen.
Ein Beispiel für die missbräuchliche Inanspruchnahme des BRüG ist der Fall Hatvany vor der Wiedergutmachungskammer am Landgericht Berlin.

## Rückerstattung im Beitrittsgebiet
Zugunsten von Personen, die bis zur Wiedervereinigung ihren Wohnsitz außerhalb des Geltungsbereichs des BRüG hatten, insbesondere in der DDR, traf das Gesetz zur Regelung offener Vermögensfragen eine Regelung für vermögensrechtliche Ansprüche von Bürgern und Vereinigungen, die in der Zeit des Nationalsozialismus vom 30. Januar 1933 bis zum 8. Mai 1945 aus rassischen, politischen, religiösen oder weltanschaulichen Gründen verfolgt worden waren und deshalb ihr Vermögen infolge von Zwangsverkäufen, Enteignungen oder auf andere Weise verloren hatten (§ 1 Abs. 6 VermG). Diese Regelung knüpfte an die rückerstattungsrechtlichen Regelungen an, die in West-Deutschland galten.